# Unitarisme
Unitarisme (af lat. unitas "enhed", unus "en") er betegnelse for en bevægelse, som opstod i 1500-tallet og som afviser læren om treenigheden.
Bevægelsens tilhængere, unitarerne, vil forene en streng monoteisme med en kristen humanisme. Derfor fornægter de Jesu guddommelighed og ser ham i stedet som en stor moralsk lærer. De fleste unitarer i Danmark er forenede i Unitarisk Kirkesamfund.

## Historie
Unitarismen har sine rødder i reformationen. Ved siden af den lutherske og den reformerte hovedstrømning opstod der også andre reformatoriske bevægelser som fx døbere (anabaptister), schwenckfeldere og de anti-trinitariske unitarer. Disse reformatoriske sideretninger blev ofte forfulgt og mange af dem blev henrettet som kættere. Blandt dem var Miguel Serveto, en spansk adelsmand, der regnes for unitarismens store fortænker. På grund af forfølgelsen fik unitarerer dog ikke fodfæste i Vesteuropa, kun i Polen-Litauen og i Transsylvanien fik denne bevægelse udbredelse. I Polen og Litauen blev de kendt under navnet De polske brødre. Mange af dem kaldte sig også for socinianere. Fra Polen stammer også den kendte rakauerkatekisme, en unitarisk bekendelsesskrift. I Transsylvanien findes op til i dag unitariske trossamfund. I Polen derimod blev de fra 1700-tallet undertrykt under modreformationen og fordrevet til andre lande. Den unitariske og socinianske litteratur i 1600- og 1700-tallet var en del af baggrunden for deisme og rationalisme i den engelsksprogede verden. I USA stiftedes i 1800-tallet et unitarisk samfund som senere er forenet med de beslægtede kristne universalister, som bl.a. er kendte for ritualet blomsterandagt.
Fausto Sozzini (død 1604) grundlagde socinianerne, der i 1658 flygtede fra Polen til mere frisindede lande som Nederlandene, England og senere til Nordamerika. Nogle forsøgte at slå sig ned i Danmark, men blev afvist af kongen, efter at denne havde rådført sig med landets biskopper. I 1662/1663 fandtes der fx en unitarisk menighed i Frederiksstad.
Unitarer har gennem historien ofte udmærket sig som fritænkere og afvigere, hvilket har præget deres trosforestillinger i retning af frihed, tolerance, rationalisme og humanisme. Selv om unitarismen startede som en kristen bevægelse, er fritænknings-elementet med tiden blevet så udtalt, at der er mange moderne unitarer, der ikke selv regner sig for kristne.
Kendte unitarer var bl.a. Isaac Newton, Albert Schweitzer  og Thomas Mann .

## Teologi
Den unitariske teologi kendetegnes ved afvisning treenigheden. Jesus regnes ikke for guddommelig, men alene som en profet. Også Jesu præeksistens (eksistens i den himmelske verden før sin fødsel) afvises. Unitarer fremhæver i stedet menneskets fri vilje og en rationalistisk tilgang til Bibelen (fornuftsreligion). Efter den unitariske opfattelse er nadveren kun et mindemåltid, hvor brød og vin ikke blev forvandlet, men forbliver symboler (symbolsk nadverforståelse). De afviser også prædestinationen og arvesynden. En del af især de polske unitarer afviste også børnedåben og argumenterede for en bevidst beslutning som voksen (voksendåb) .
En del af unitarismen fjernede sig dog i 1900-tallet fra deres reformatoriske-kristne rødder og åbnede sig for ateistisme. Tolerance og fornuftstænkning forbliver dog centrale elementer i den ikke-kristne unitariske selvopfattelse.